# Chamois (Missouri)
Chamois – miasto w Stanach Zjednoczonych, w stanie Missouri, w hrabstwie Osage.